# Tour de França de 2014
El Tour de França de 2014 va ser la 101a edició del Tour de França i la 18a prova de l'UCI World Tour 2014. La cursa es va iniciar a Leeds, al comtat de Yorkshire, a Anglaterra, el 5 de juliol, i finalitzà a l'avinguda dels Camps Elisis de París, el 27 de juliol després de 3.656 km repartits entre 21 etapes.
El vencedor d'aquesta edició fou l'italià Vincenzo Nibali (Astana Qazaqstan Team), que agafà el lideratge en finalitzar la 2a etapa i que ja no el deixà fins a acabar la cursa. En segona posició, a més de 7 minuts acabà el francès Jean-Christophe Péraud (AG2R La Mondiale). En tercera posició final acabà el també francès Thibaut Pinot (FDJ), el qual també guanyà la classificació dels joves. Amb aquesta segona i tercera posició els francesos aconseguien col·locar dos ciclistes al podi per primera vegada des 1984, quan Laurent Fignon i Bernard Hinault acabaren primer i segon respectivament.
Peter Sagan (Cannondale) s'adjudicà la classificació per punts per tercer any consecutiu, tot i no aconseguir cap victòria d'etapa. La classificació de la muntanya fou per al polonès Rafał Majka (Team Tinkoff-Saxo), mentre la classificació per equips anà a parar a mans de l'AG2R La Mondiale i el ciclista més combatiu fou l'italià Alessandro De Marchi (Cannondale).
Marcel Kittel (Argos-Shimano) i Vincenzo Nibali (Astana Qazaqstan Team) aconseguiren quatre victòries d'etapa i líder durant una jornada, fou una altra de les figures destacades d'aquesta edició.

## Presentació

### Recorregut
L'organitzador Amaury Sport Organisation anuncià el 14 de desembre de 2012 que el Tour de França de 2014 començaria al comtat de Yorkshire, a Anglaterra, amb sortida a Leeds. El recorregut es presentà el 23 d'octubre de 2013 al Palau de congressos de París. Aquest inici suposava el 20è inici del Tour des de l'estranger, el segon a Anglaterra.

#### Sortida a Anglaterra
Anglaterra acull per segona vegada la sortida del Tour de França, després d'haver-ho fet el 2007. La cursa començarà a la regió de Yorkshire, a la vila de Leeds. Com el 2013, la primera etapa serà en línia, per tal que un esprintador aconsegueixi el primer mallot groc de la present edició en l'arribada a Harrogate. La segona etapa segueix un estil de clàssica de primavera, amb nombroses cotes a superar en els darrers quilòmetres d'etapa. La darrera de les etapes angleses finalitzarà a Londres, davant el Palau de Westminster, on els esprintadors tindran ocasió novament de lluir-se.

#### La primera setmana
L'entrada a França es fa amb una etapa plana per Le Touquet-Paris-Plage, a la regió de Nord – Pas de Calais. Abans de l'arribada de les primeres etapes de muntanya la cursa vol commemorar el centenari de l'inici de la Primera Guerra Mundial, amb el pas, entre d'altres, per Verdun, vila on va tenir lloc una mortífera batalla. En aquestes etapes prèvies a la muntanya la cursa s'endinsarà a la veïna Flandes i afrontarà fins a nou trams de llambordes, per un total de 15 quilòmetres, de la París-Roubaix, tal com havien fet quatre anys enrere. A partir de la vuitena etapa els ciclistes s'endinsaran als Vosges, com mai s'havia fet abans al Tour de França, amb tres difícils etapes: la primera, entre Tomblaine i Gérardmer-La Mauselaine, amb tres ascensions en els últims 30 quilòmetres. La segona, amb final a Mülhausen, a través de fins a sis coll de muntanya, i la tercera, amb arribada a La Planche des Belles Filles i quatre ports de primera i dos de segona. L'endemà d'aquesta dura etapa tindrà lloc el primer dia de descans a Besançon.

#### La segona setmana
Després del dia de descans dues etapes accidentades precedeixen l'arribada dels ciclistes als Alps. En aquesta ocasió es fa amb una versió reduïda, amb només dues etapes i cinc ports de muntanya a superar. En la primera, amb sortida a Sant-Etiève, l'etapa es finalitza a Chamrousse, prèvia ascensió a l'irregular coll de Palaquit, mentre en la segona, amb final a Risós, es passa pels colls de Lautaret i d'Izoard, sostre de la present edició del Tour i premi Henri Desgrange. Posteriorment el recorregut es dirigirà cap al Llenguadoc amb una etapa de transició entre Talard i Nimes. Carcassona acollirà el segon dia de descans.

#### La tercera setmana
De Carcassona els ciclistes es dirigiran cap a Banhèras de Luishon, en l'etapa més llarga de la present edició i el pas pel coll de Portèth d'Aspèth, el des Ares i el Port de Balès, a poc més de 20 quilòmetres per l'arribada. Les dues següents etapes són molt curtes i dures: entre Sent Gaudenç i Sent Lari e Sola, amb un petit pas per la Val d'Aran, s'han de superar quatre ports de primera categoria en tan sols 125 quilòmetres: els colls d'eth Portilhon, Pèira Sorda, Val-Louron Azet i l'arribada final al Pla d'Adet. L'endemà, la darrera etapa de muntanya, amb el pas pel Tourmalet i final a l'estació d'esquí d'Hautacam. Una etapa de transició durà als ciclistes a l'única contrarellotge individual de la present edició, una cosa que no succeïa des de l'edició de 1953, entre Brageirac i Perigús. La darrera etapa finalitzarà als Camps Elisis de París.

### Equips participants
Al Tour de França, en tant que prova World Tour, hi prenen part els 18 equips ProTour i l'organitzador convida quatre equips continentals per acabar de completar els 22 equips. Aquests quatre equips foren fets públics el 28 de gener de 2014: els equips francesos Bretagne-Séché Environnement i Cofidis, el suís IAM Cycling i l'alemany NetApp-Endura.
| Núm.    | Codi | Equip                   |
| ------- | ---- | ----------------------- |
| 1-9     | SKY  | Team Sky                |
| 11-19   | MOV  | Movistar Team           |
| 21-29   | KAT  | Team Katusha            |
| 31-39   | TCS  | Team Tinkoff-Saxo       |
| 41-49   | AST  | Astana Qazaqstan Team   |
| 51-59   | CAN  | Cannondale              |
| 61-69   | BEL  | Belkin Pro Cycling Team |
| 71-79   | OPQ  | Omega Pharma-Quick Step |
| 81-89   | ALM  | AG2R La Mondiale        |
| 91-99   | GRS  | Garmin-Sharp            |
| 101-109 | GIA  | Giant-Shimano           |

| Núm.    | Codi | Equip                        |
| ------- | ---- | ---------------------------- |
| 111-119 | LAM  | Lampre-Merida                |
| 121-129 | FDJ  | FDJ                          |
| 131-139 | LTB  | Lotto-Belisol                |
| 141-149 | BMC  | BMC Racing Team              |
| 151-159 | EUC  | Team Europcar                |
| 161-169 | TFR  | Trek Factory Racing          |
| 171-179 | COF  | Cofidis                      |
| 181-189 | OGE  | Orica-GreenEDGE              |
| 191-199 | IAM  | IAM Cycling                  |
| 201-209 | TNE  | NetApp-Endura                |
| 211-219 | BSE  | Bretagne-Séché Environnement |

### Favorits

#### Favorits a la classificació general
Els principals favorits a la victòria final són: Chris Froome (Team Sky), vencedor de l'edició del 2013 i del Tour d'Oman i el Tour de Romandia en aquesta temporada; i Alberto Contador (Team Tinkoff-Saxo), líder de l'UCI World Tour després de les victòries a la Tirrena-Adriàtica i la Volta al País Basc, i el bon paper realitzat al Critèrium del Dauphiné. En un segon nivell se situarien Vincenzo Nibali (Astana Qazaqstan Team), de qui el seu mànager esperava més, Alejandro Valverde (Movistar Team), Andrew Talansky (Garmin-Sharp), Bauke Mollema (Belkin Pro Cycling Team), Jurgen Van den Broeck (Lotto-Belisol) o Rui Costa (Lampre-Merida) entre d'altres.

#### Els esprintadors
Dels nombrosos esprintadors que prenen part en aquest Tour, els dos principals favorits en les arribades massives seran Marcel Kittel i Mark Cavendish. Pel mallot verd, l'eslovac Peter Sagan, doble vencedor del títol, és novament el principal favorit. Els altres esprintadors de renom que prendran part al Tour seran, entre d'altres, André Greipel, Arnaud Démare, John Degenkolb i Alexander Kristoff.

#### Participants dels Països Catalans
En aquesta edició hi prenen part quatre ciclistes que viuen o són nascuts als Països Catalans:
- David de la Cruz (NetApp-Endura). Abandona per caiguda durant la 12a etapa[14]
- Rubén Plaza (Movistar Team). 91è de la classificació general
- Joaquim Rodríguez (Team Katusha). 54è de la classificació general
- Rafael Valls Ferri (Lampre-Merida). Abandona durant la 14a etapa[15]

## Etapes
| Etapa     | Data      | Ciutats d'etapa                            | type                      | Distància (km) | Vencedor de l'etapa  | Líder de la general |
| --------- | --------- | ------------------------------------------ | ------------------------- | -------------- | -------------------- | ------------------- |
| 1a etapa  | 5 de jul  | Leeds – Harrogate                          | etapa plana               | 190,5          | Marcel Kittel        | Marcel Kittel       |
| 2a etapa  | 6 de jul  | York – Sheffield                           | etapa accidentada         | 201            | Vincenzo Nibali      | Vincenzo Nibali     |
| 3a etapa  | 7 de jul  | Cambridge – Londres                        | etapa plana               | 155            | Marcel Kittel        | Vincenzo Nibali     |
| 4a etapa  | 8 de jul  | Le Touquet-Paris-Plage – Villeneuve-d'Ascq | etapa plana               | 163,5          | Marcel Kittel        | Vincenzo Nibali     |
| 5a etapa  | 9 de jul  | Ieper – Arenberg                           | etapa plana               | 155,5          | Lars Boom            | Vincenzo Nibali     |
| 6a etapa  | 10 de jul | Arràs – Reims                              | etapa plana               | 194            | André Greipel        | Vincenzo Nibali     |
| 7a etapa  | 11 de jul | Épernay – Nancy                            | etapa plana               | 234,5          | Matteo Trentin       | Vincenzo Nibali     |
| 8a etapa  | 12 de jul | Tomblaine – Gérardmer                      | etapa accidentada         | 161            | Blel Kadri           | Vincenzo Nibali     |
| 9a etapa  | 13 de jul | Gérardmer – Mülhausen                      | etapa accidentada         | 170            | Tony Martin          | Tony Gallopin       |
| 10a etapa | 14 de jul | Mülhausen – Planche des Belles Filles      | etapa de muntanya         | 161,5          | Vincenzo Nibali      | Vincenzo Nibali     |
| 11a etapa | 16 de jul | Besançon – Oyonnax                         | etapa accidentada         | 187,5          | Tony Gallopin        | Vincenzo Nibali     |
| 12a etapa | 17 de jul | Bourg-en-Bresse – Saint-Étienne            | etapa accidentada         | 185,5          | Alexander Kristoff   | Vincenzo Nibali     |
| 13a etapa | 18 de jul | Saint-Étienne – Chamrousse                 | etapa de muntanya         | 197,5          | Vincenzo Nibali      | Vincenzo Nibali     |
| 14a etapa | 19 de jul | Grenoble – Risós                           | etapa de muntanya         | 177            | Rafał Majka          | Vincenzo Nibali     |
| 15a etapa | 20 de jul | Talard – Nimes                             | etapa plana               | 222            | Alexander Kristoff   | Vincenzo Nibali     |
| 16a etapa | 22 de jul | Carcassona – Banhèras de Luishon           | etapa de muntanya         | 237,5          | Michael Rogers       | Vincenzo Nibali     |
| 17a etapa | 23 de jul | Sent Gaudenç – Pla d'Adet                  | etapa de muntanya         | 124,5          | Rafał Majka          | Vincenzo Nibali     |
| 18a etapa | 24 de jul | Pau – Hautacam                             | etapa de muntanya         | 145,5          | Vincenzo Nibali      | Vincenzo Nibali     |
| 19a etapa | 25 de jul | Mauborguet – Brageirac                     | etapa plana               | 208,5          | Ramūnas Navardauskas | Vincenzo Nibali     |
| 20a etapa | 26 de jul | Brageirac – Perigús                        | contrarellotge individual | 54             | Tony Martin          | Vincenzo Nibali     |
| 21a etapa | 27 de jul | Évry – Avinguda dels Camps Elisis          | etapa plana               | 137,5          | Marcel Kittel        | Vincenzo Nibali     |

### Classificació general final
| \| Classificació general \| Classificació general \| Classificació general \| Classificació general \| Classificació general \| \| Corredor \| Corredor \| Equip \| Temps \| \| \| --------------------- \| --------------------------- \| ---------------------------- \| --------------------- \| --------------------- \| \| 1r \| Vincenzo Nibali \| Astana \| 89h 59' 06" \| \| \| 2n \| Jean-Christophe Péraud \| AG2R La Mondiale \| + 7' 37" \| \| \| 3r \| Thibaut Pinot \| FDJ.fr \| + 8' 15" \| \| \| 4t \| Alejandro Valverde Belmonte \| Movistar Team \| + 9' 40" \| \| \| 5è \| Tejay van Garderen \| BMC Racing Team \| + 11' 24" \| \| \| 6è \| Romain Bardet \| AG2R La Mondiale \| + 11' 26" \| \| \| 7è \| Leopold König \| NetApp-Endura \| + 14' 32" \| \| \| 8è \| Haimar Zubeldia Agirre \| Trek Factory Racing \| + 17' 57" \| \| \| 9è \| Laurens ten Dam \| Belkin \| + 18' 11" \| \| \| 10è \| Bauke Mollema \| Belkin \| + 21' 15" \| \| \| 11è \| Pierre Rolland \| Team Europcar \| + 23' 07" \| \| \| 12è \| Fränk Schleck \| Trek Factory Racing \| + 25' 48" \| \| \| 13è \| Jurgen Van den Broeck \| Lotto-Belisol \| + 34' 01" \| \| \| 14è \| Iuri Trofímov \| Katusha \| + 36' 41" \| \| \| 15è \| Steven Kruijswijk \| Belkin \| + 38' 15" \| \| \| 16è \| Brice Feillu \| Bretagne-Séché Environnement \| + 43' 59" \| \| \| 17è \| Christopher Horner \| Lampre-Merida \| + 44' 31" \| \| \| 18è \| Mikel Nieve Iturralde \| Team Sky \| + 46' 31" \| \| \| 19è \| John Gadret \| Movistar Team \| + 47' 30" \| \| \| 20è \| Tanel Kangert \| Astana \| + 52' 11" \| \| |                             |                              |             |
| |                             |                              |             |
| Font: ProCyclingStats |                             |                              |             |
| Classificació general |                             |                              |             |
| Corredor | Corredor                    | Equip                        | Temps       |
| 1r | Vincenzo Nibali             | Astana                       | 89h 59' 06" |
| 2n | Jean-Christophe Péraud      | AG2R La Mondiale             | + 7' 37"    |
| 3r | Thibaut Pinot               | FDJ.fr                       | + 8' 15"    |
| 4t | Alejandro Valverde Belmonte | Movistar Team                | + 9' 40"    |
| 5è | Tejay van Garderen          | BMC Racing Team              | + 11' 24"   |
| 6è | Romain Bardet               | AG2R La Mondiale             | + 11' 26"   |
| 7è | Leopold König               | NetApp-Endura                | + 14' 32"   |
| 8è | Haimar Zubeldia Agirre      | Trek Factory Racing          | + 17' 57"   |
| 9è | Laurens ten Dam             | Belkin                       | + 18' 11"   |
| 10è | Bauke Mollema               | Belkin                       | + 21' 15"   |
| 11è | Pierre Rolland              | Team Europcar                | + 23' 07"   |
| 12è | Fränk Schleck               | Trek Factory Racing          | + 25' 48"   |
| 13è | Jurgen Van den Broeck       | Lotto-Belisol                | + 34' 01"   |
| 14è | Iuri Trofímov               | Katusha                      | + 36' 41"   |
| 15è | Steven Kruijswijk           | Belkin                       | + 38' 15"   |
| 16è | Brice Feillu                | Bretagne-Séché Environnement | + 43' 59"   |
| 17è | Christopher Horner          | Lampre-Merida                | + 44' 31"   |
| 18è | Mikel Nieve Iturralde       | Team Sky                     | + 46' 31"   |
| 19è | John Gadret                 | Movistar Team                | + 47' 30"   |
| 20è | Tanel Kangert               | Astana                       | + 52' 11"   |

### Classificacions annexes finals

#### Classificació per punts
| Classificació per punts | Classificació per punts | Classificació per punts | Classificació per punts | Classificació per punts |
| Corredor                | Corredor                | Equip                   | Punts                   |                         |
| ----------------------- | ----------------------- | ----------------------- | ----------------------- | ----------------------- |
| 1r                      | Peter Sagan             | Cannondale              | 431 pts                 |                         |
| 2n                      | Alexander Kristoff      | Katusha                 | 282 pts                 |                         |
| 3r                      | Bryan Coquard           | Team Europcar           | 271 pts                 |                         |
| 4t                      | Marcel Kittel           | Giant-Shimano           | 222 pts                 |                         |
| 5è                      | Mark Renshaw            | Omega Pharma-Quick Step | 211 pts                 |                         |
| 6è                      | Vincenzo Nibali         | Astana                  | 182 pts                 |                         |
| 7è                      | André Greipel           | Lotto-Belisol           | 169 pts                 |                         |
| 8è                      | Ramūnas Navardauskas    | Garmin-Sharp            | 157 pts                 |                         |
| 9è                      | Greg Van Avermaet       | BMC Racing Team         | 153 pts                 |                         |
| 10è                     | Samuel Dumoulin         | AG2R La Mondiale        | 117 pts                 |                         |

#### Classificació de la muntanya
| Classificació de la muntanya | Classificació de la muntanya | Classificació de la muntanya | Classificació de la muntanya | Classificació de la muntanya |
| Corredor                     | Corredor                     | Equip                        | Punts                        |                              |
| ---------------------------- | ---------------------------- | ---------------------------- | ---------------------------- | ---------------------------- |
| 1r                           | Rafał Majka                  | Tinkoff-Saxo                 | 181 pts                      |                              |
| 2n                           | Vincenzo Nibali              | Astana                       | 168 pts                      |                              |
| 3r                           | Joaquim Rodríguez i Oliver   | Katusha                      | 112 pts                      |                              |
| 4t                           | Thibaut Pinot                | FDJ.fr                       | 89 pts                       |                              |
| 5è                           | Jean-Christophe Péraud       | AG2R La Mondiale             | 85 pts                       |                              |
| 6è                           | Alessandro De Marchi         | Cannondale                   | 78 pts                       |                              |
| 7è                           | Thomas Voeckler              | Team Europcar                | 61 pts                       |                              |
| 8è                           | Giovanni Visconti            | Movistar Team                | 54 pts                       |                              |
| 9è                           | Alejandro Valverde Belmonte  | Movistar Team                | 48 pts                       |                              |
| 10è                          | Tejay van Garderen           | BMC Racing Team              | 48 pts                       |                              |

#### Classificació del millor jove
| Classificació del millor jove | Classificació del millor jove | Classificació del millor jove | Classificació del millor jove | Classificació del millor jove |
| Corredor                      | Corredor                      | Equip                         | Temps                         |                               |
| ----------------------------- | ----------------------------- | ----------------------------- | ----------------------------- | ----------------------------- |
| 1r                            | Thibaut Pinot                 | FDJ.fr                        | 90h 07' 21"                   |                               |
| 2n                            | Romain Bardet                 | AG2R La Mondiale              | + 3' 11"                      |                               |
| 3r                            | Michał Kwiatkowski            | Omega Pharma-Quick Step       | + 1' 14"                      |                               |
| 4t                            | Tom Dumoulin                  | Giant-Shimano                 | + 1' 40"                      |                               |
| 5è                            | Ion Izagirre Insausti         | Movistar Team                 | + 1h 52' 35"                  |                               |
| 6è                            | Rafał Majka                   | Tinkoff-Saxo                  | + 2h 09' 38"                  |                               |
| 7è                            | Rudy Molard                   | Cofidis, Solutions Crédits    | + 2h 26' 07"                  |                               |
| 8è                            | Benjamin King                 | Garmin-Sharp                  | + 2h 33' 44"                  |                               |
| 9è                            | Tom-Jelte Slagter             | Garmin-Sharp                  | + 2h 41' 05"                  |                               |
| 10è                           | Peter Sagan                   | Cannondale                    | + 2h 44' 37"                  |                               |

#### Classificació per equips
| Classificació per equips | Classificació per equips | Classificació per equips | Classificació per equips |
| Equip                    | Equip                    | Temps                    |                          |
| ------------------------ | ------------------------ | ------------------------ | ------------------------ |
| 1r                       | AG2R La Mondiale         | 270h 27' 02"             |                          |
| 2n                       | Belkin                   | + 34' 46"                |                          |
| 3r                       | Movistar Team            | + 1h 06' 10"             |                          |
| 4t                       | BMC Racing Team          | + 1h 07' 51"             |                          |
| 5è                       | Team Europcar            | + 1h 34' 57"             |                          |
| 6è                       | Astana                   | + 1h 36' 27"             |                          |
| 7è                       | Sky                      | + 1h 40' 36"             |                          |
| 8è                       | Trek Factory Racing      | + 2h 06' 00"             |                          |
| 9è                       | FDJ.fr                   | + 2h 30' 37"             |                          |
| 10è                      | Lampre-Merida            | + 2h 32' 46"             |                          |

### UCI World Tour
El Tour de França atorga punts per l'UCI World Tour 2014 sols als ciclistes dels equips de categoria ProTeam.
| Posició               | 1r  | 2n  | 3r  | 4t  | 5è  | 6è | 7è | 8è | 9è | 10è | 11è | 12è | 13è | 14è | 15è | 16è | 17è | 18è | 19è | 20è |
| Classificació general | 200 | 150 | 120 | 110 | 100 | 90 | 80 | 70 | 60 | 50  | 40  | 30  | 24  | 20  | 16  | 12  | 10  | 8   | 6   | 4   |
| Per etapa             | 20  | 10  | 6   | 4   | 2   |    |    |    |    |     |     |     |     |     |     |     |     |     |     |     |

| Pos. | Ciclista                     | Equip                   | Punts |
| ---- | ---------------------------- | ----------------------- | ----- |
| 1    | Vincenzo Nibali (ITA)        | Astana Qazaqstan Team   | 312   |
| 2    | Jean-Christophe Péraud (FRA) | AG2R La Mondiale        | 168   |
| 3    | Thibaut Pinot (FRA)          | FDJ                     | 148   |
| 4    | Alejandro Valverde (ESP)     | Movistar Team           | 120   |
| 5    | Tejay van Garderen (USA)     | BMC Racing Team         | 102   |
| 6    | Romain Bardet (FRA)          | AG2R La Mondiale        | 94    |
| 7    | Marcel Kittel (GER)          | Giant-Shimano           | 80    |
| 8    | Alexander Kristoff (NOR)     | Team Katusha            | 78    |
| 9    | Haimar Zubeldia (ESP)        | Trek Factory Racing     | 70    |
| 10   | Laurens ten Dam (NED)        | Belkin Pro Cycling Team | 60    |
| 10   | Peter Sagan (SVK)            | Cannondale              | 60    |

## Evolució de les classificacions
Al Tour de França de 2014 hi ha quatre classificacions individuals principals, així com una classificació per equips. La més important és la Classificació general, que es calcula a partir de la suma de temps dels ciclistes en finalitzar les diferents etapes. El ciclista amb un menor temps acumulat és el líder de la cursa, i és identificat amb un mallot groc; el vencedor d'aquesta classificació és considerat el vencedor del Tour. El 2014 no hi ha bonificacions de temps.
La Classificació per punts es premia amb un mallot verd. En aquesta classificació els ciclistes aconsegueixen punts segons la seva classificació en acabar l'etapa, així com en els esprints intermedis. El ciclista que aconsegueix més punts és el líder de la classificació i és identificat amb un mallot verd.
En la classificació de la muntanya s'atorguen punts als ciclistes que passen primer pels diferents ports de muntanya que hi ha durant el recorregut. L'organització categoritza els ports com a ports de categoria especial, primera, segona, tercera i quarta categoria. El ciclista que aconsegueix més punts és identificat amb un mallot blanc a punts vermells.
La Classificació dels joves, identificat amb un mallot blanc, és calculada de la mateixa forma que la classificació general, però en aquesta classificació sols hi poden prendre part els nascuts a partir de 1989.
La Classificació per equips es calcula a partir de la suma de temps dels tres millors ciclistes de cada equip en cada etapa. L'equip que aconsegueix un menor temps és el vencedor. Els ciclistes de l'equip són identificats amb un dorsal i casc de color groc.
A banda, s'entrega el premi a la combativitat. Després de cada etapa el ciclista més combatiu rep un reconeixement per part d'un jurat. L'endemà aquest ciclista durà el dorsal de color vermell penjat al seu mallot. En acabar el Tour de França el ciclista que ha rebut més vots durant totes les etapes és reconegut com el més combatiu.
| Etapa | Vencedor             | Classificació general | Classificació per punts | Classificació de la muntanya | Classificació dels joves | Classificació per equips | Premi de la combativitat |
| ----- | -------------------- | --------------------- | ----------------------- | ---------------------------- | ------------------------ | ------------------------ | ------------------------ |
| 1     | Marcel Kittel        | Marcel Kittel         | Marcel Kittel           | Jens Voigt                   | Peter Sagan              | Team Sky                 | Jens Voigt               |
| 2     | Vincenzo Nibali      | Vincenzo Nibali       | Peter Sagan             | Cyril Lemoine                | Peter Sagan              | Team Sky                 | Blel Kadri               |
| 3     | Marcel Kittel        | Vincenzo Nibali       | Peter Sagan             | Cyril Lemoine                | Peter Sagan              | Team Sky                 | Jan Bárta                |
| 4     | Marcel Kittel        | Vincenzo Nibali       | Peter Sagan             | Cyril Lemoine                | Peter Sagan              | Team Sky                 | Thomas Voeckler          |
| 5     | Lars Boom            | Vincenzo Nibali       | Peter Sagan             | Cyril Lemoine                | Peter Sagan              | Astana Qazaqstan Team    | Lieuwe Westra            |
| 6     | André Greipel        | Vincenzo Nibali       | Peter Sagan             | Cyril Lemoine                | Peter Sagan              | Astana Qazaqstan Team    | Luis Ángel Maté          |
| 7     | Matteo Trentin       | Vincenzo Nibali       | Peter Sagan             | Cyril Lemoine                | Peter Sagan              | Astana Qazaqstan Team    | Martin Elmiger           |
| 8     | Blel Kadri           | Vincenzo Nibali       | Peter Sagan             | Blel Kadri                   | Michał Kwiatkowski       | Astana Qazaqstan Team    | Blel Kadri               |
| 9     | Tony Martin          | Tony Gallopin         | Peter Sagan             | Tony Martin                  | Michał Kwiatkowski       | Astana Qazaqstan Team    | Tony Martin              |
| 10    | Vincenzo Nibali      | Vincenzo Nibali       | Peter Sagan             | Joaquim Rodríguez            | Romain Bardet            | AG2R La Mondiale         | Tony Martin              |
| 11    | Tony Gallopin        | Vincenzo Nibali       | Peter Sagan             | Joaquim Rodríguez            | Romain Bardet            | AG2R La Mondiale         | Nicolas Roche            |
| 12    | Alexander Kristoff   | Vincenzo Nibali       | Peter Sagan             | Joaquim Rodríguez            | Romain Bardet            | AG2R La Mondiale         | Simon Clarke             |
| 13    | Vincenzo Nibali      | Vincenzo Nibali       | Peter Sagan             | Vincenzo Nibali              | Romain Bardet            | AG2R La Mondiale         | Alessandro De Marchi     |
| 14    | Rafał Majka          | Vincenzo Nibali       | Peter Sagan             | Joaquim Rodríguez            | Romain Bardet            | AG2R La Mondiale         | Alessandro De Marchi     |
| 15    | Alexander Kristoff   | Vincenzo Nibali       | Peter Sagan             | Joaquim Rodríguez            | Romain Bardet            | AG2R La Mondiale         | Martin Elmiger           |
| 16    | Michael Rogers       | Vincenzo Nibali       | Peter Sagan             | Rafał Majka                  | Thibaut Pinot            | AG2R La Mondiale         | Cyril Gautier            |
| 17    | Rafał Majka          | Vincenzo Nibali       | Peter Sagan             | Rafał Majka                  | Thibaut Pinot            | AG2R La Mondiale         | Romain Bardet            |
| 18    | Vincenzo Nibali      | Vincenzo Nibali       | Peter Sagan             | Rafał Majka                  | Thibaut Pinot            | AG2R La Mondiale         | Mikel Nieve              |
| 19    | Ramūnas Navardauskas | Vincenzo Nibali       | Peter Sagan             | Rafał Majka                  | Thibaut Pinot            | AG2R La Mondiale         | Tom-Jelte Slagter        |
| 20    | Tony Martin          | Vincenzo Nibali       | Peter Sagan             | Rafał Majka                  | Thibaut Pinot            | AG2R La Mondiale         | no entregat              |
| 21    | Marcel Kittel        | Vincenzo Nibali       | Peter Sagan             | Rafał Majka                  | Thibaut Pinot            | AG2R La Mondiale         | no entregat              |
| Final | Final                | Vincenzo Nibali       | Peter Sagan             | Rafał Majka                  | Thibaut Pinot            | AG2R La Mondiale         | Alessandro De Marchi     |

Notes
- En la 2a etapa, Bryan Coquard, tercer de la classificació per punts, porta el mallot verd perquè Marcel Kittel (primer) porta el mallot groc com a líder de la general i Peter Sagan (segon) porta el mallot blanc de líder de la classificació dels joves durant l'etapa
- El les etapes 3 a 5, Romain Bardet, segon de la classificació dels joves, porta el mallot blanc perquè Peter Sagan (primer) porta el mallot verd de líder de la classificació per punts. Alhora, en les etapes 6 i 7, Michał Kwiatkowski portarà el mallot blanc pel mateix motiu.
- En la 14a etapa, Joaquim Rodríguez, segon en la classificació de la muntanya, porta el mallot de la muntanya perquè Vincenzo Nibali (primer) porta el mallot groc com a líder de la general.